# اوردالی
اوردالی (انگلیسی: Urdaly) یک شهرک در شهرستان سالاواتسکی استان باشقیرستان کشور روسیه است.